# Stanisław Mertens
Stanisław Mertens, ps. „Stefan Skulski” (ros. Станислав Адамович Мертенс, ur. 3 maja 1892 w Łodzi, zm. 21 września 1937 w Moskwie) – polski, białoruski i radziecki działacz komunistyczny.

## Życiorys
W 1909 wstąpił do Socjaldemokracji Królestwa Polskiego i Litwy (SDKPiL). W latach 1913–1914 był więziony przez władze carskie. Od 1918 był członkiem RKP(b). W tym samym roku mianowano go przewodniczącym komitetu powiatowego RKP(b) w Mścisławie oraz przewodniczącym lokalnej Czeka. W 1919 został komisarzem politycznym brygady Armii Czerwonej, był również wiceprzewodniczącym Gubernialnego Komitetu Wykonawczego w Smoleńsku. Podczas wojny polsko-sowieckiej w 1920 wszedł w skład Tymczasowego Komitetu Rewolucyjnego Polski, przewodniczył także nowogródzkiemu rewkomowi. Po podpisaniu traktatu ryskiego został komisarzem ludowym spraw wewnętrznych Białoruskiej SRR. Był również członkiem Kolegium Czeka oraz zasiadał w Prezydium Centralnego Komitetu Wykonawczego BSRR.
Po nielegalnym przerzuceniu do Polski w 1922 organizował komórki Komunistycznej Partii Zachodniej Białorusi na ziemiach wschodnich RP. W latach 1923–1927 oraz po 1931 zasiadał w KC KPRP (KPP) – był członkiem jej Biura Politycznego (1923–1925 i po 1935). W 1925 został aresztowany i uwięziony przez władze polskie. W 1928 dokonano jego wymiany na więźniów sowieckich, po czym wyjechał do ZSRR. Był przedstawicielem KPP w Kominternie.
W okresie „wielkiej czystki”, 21 lipca 1937, został aresztowany przez NKWD, 21 września 1937 skazany na śmierć przez Kolegium Wojskowe Sądu Najwyższego ZSRR za „udział w organizacji antysowieckiej” i stracony tego samego dnia. Został skremowany w krematorium na Cmentarzu Dońskim, prochy pochowano anonimowo (obecnie mogiła nr 1 na Nowym Cmentarzu Dońskim).
Zrehabilitowany 12 listopada 1955 postanowieniem Kolegium Wojskowego SN ZSRR.
Jego żoną była działaczka KPP, KPZB, PPR i PZPR Luba Kowieńska.